# Теорії великого об'єднання
Теорії великого об'єднання — загальна назва для спроб побудови єдиної теорії трьох із чотирьох фундаментальних взаємодій: слабкої, електромагнітної та сильної. Теоретичні побудови, які включають ще й четверту взаємодію — гравітаційну — називають іншими термінами: єдиною теорією поля або теорією усього. Багато фізиків-теоретиків вважають, що об'єднувати взаємодії без гравітації не має сенсу, і шлях до «Великого об'єднання» лежить через створення теорії усього, швидше за все, на основі однієї з теорій квантової гравітації.

## Засадничі положення
Спроби побудови єдиної теорії аргументовані вірою в те, що природа за своєю сутністю єдина, і чотири окремі першопричини для неї занадто багато. Якщо в звичних для людей умовах чотири типи фундаментальних взаємодій проявляються по різному, то, мабуть, існують умови, за яких розрізнити взаємодії стає неможливо — всі вони є окремими випадками однієї, досі ще невідомої, гіпотетичної взаємодії.

## Загальний недолік
Загальним недоліком усіх теорій великого об'єднання і теорії усього є те, що умови, за яких стирається різниця між відомими типами взаємодій, дуже далекі від умов реального фізичного експерименту. Наприклад, щодо теорій великого об'єднання припускається, що відмінність між окремими типами відомих взаємодії починає стиратися при енергіях частинок понад 1014 ГеВ, що набагато перевищує енергії, досяжні в найбільших прискорювачах. Нещодавно побудований Великий адронний колайдер дозволяє досягнути енергії 104 ГеВ.
Неможливість передбачити результат, який би можна було перевірити експериментально на сучасному розвитку фізичного обладнання, створює ситуацію, коли теорії великого об'єднання є цікавою математичною фантазією. Інтерес до цих найфундаментальніших проблем фізики, мабуть, завжди залишатиметься великим, оскільки цікавість один із основних мотивів діяльності людства, водночас фізика загалом є наукою перш за все природничою, тобто вона намагається знайти пояснення тим фактам і явищам, які можна спостерігати.

## Чому гравітаційна взаємодія відокремлюється?
Включення в загальну схему гравітаційної взаємодії набагато складніша задача. Для її розв'язання потрібно перш за все побудувати послідовну квантову теорію гравітації. Досі фізики не зуміли цього зробити. Проблема наштовхується на принципові складності, перш за все через неможливість перенормування квантової теорії гравітаційного поля в її сучасній інтерпретації. Тому теорії великого об'єднання пробують знайти єдиний підхід до трьох інших типів взаємодій, розглядаючи це як етап у побудові теорії усього.

## Історичний нарис
У середині 19 століття була побудована теорія електромагнетизму — класична електродинаміка. Вона знайшла зв'язок і об'єднала електрику й магнетизм. На той час була відома тільки одна інша фундаментальна взаємодія — гравітація. Об'єднання класичної електродинаміки з теорією гравітації здійснив Альберт Ейнштейн у рамках загальної теорії відносності.
Однак, незабаром, були відкриті нуклони, і стало зрозумілим, що взаємодія нуклонів між собою, а також з електронами й електромагнітним полем, не описується відомими взаємодіями — вона зовсім інша. Більше того, процеси в атомному ядрі та при зіткненні нуклонів іноді відбуваються швидко, що свідчить про велику взаємодію, а іноді, повільно, що свідчить про дуже малу взаємодію. Тому для опису ядерних процесів довелося ввести два різні типи фундаментальної взаємодії, які назвали просто — сильна взаємодія і слабка взаємодія.
Фізика розвинулася також у іншому напрямку — стало зрозумілим, що рух частинок в мікросвіті не описується класичною механікою. Була побудована квантова механіка, а згодом квантова електродинаміка. Однак, побудова квантової теорії гравітації забарилася.
У 1960-тих роках була побудована квантова хромодинаміка — теорія сильної взаємодії. У 1979 році нобелівською премією з фізики була відзначена праця Шелдона Лі Глешоу, Абдуса Салама та Стівена Вайнберга над об'єднаною теорією слабких й електромагнітних взаємодій, електрослабкої взаємодії, між елементарними частинками, у тому числі передбачення слабких нейтральних струмів, які незабаром були виявленні експериментально.
Таким чином, перед теоріями великого об'єднання стоїть задача створення математичної побудови, яка об'єднувала б сильну та електрослабку взаємодію. При малих енергіях, в умовах, близьких до умов реального фізичного експерименту, ця об'єднана взаємодія повинна мати два різні прояви, що відповідали б відомим взаємодіям, а при високих енергіях відмінності між цими двома проявами повинні стиратися.
Станом на 2010 рік у фізиці елементарних частинок прийнятою є так звана Стандартна модель, яка, проте, має ще деякі нерозв'язані питання, зокрема проблему нейтринних осциляцій. Таким чином, спільною вимогою до теорій великого об'єднання є редукування до Стандартної моделі при малих енергіях.

#### АвтодидактичнийВсесвіт
У квітні 2021 Лі Смолін, Стефон Олександр, та команда фізиків-теоретиків, яка працює з Microsoft, запропонували підхід до космології, у якому запропоновано дослідження ландшафту можливих законів в вигляді певного класу матричних моделей шляхом припущення, що походження фізичних законів можна пояснити на основі архітектур машинного навчання у відповідності з фізичними теоріями .

## Принципи побудови
Теорії великого об'єднання будуються на звичному в квантовій теорії поля підході: постулюється існування певного поля з деякою структурою, записується функція Лагранжа для цього поля, варіація якої дає рівняння руху. Такий підхід успішно працює в квантовій електродинаміці та квантовій хромодинаміці.
Постульоване поле — складний математичний об'єкт, який має задовольняти певним фізичним принципам, наприклад, принципу загальної коваріантності, тобто рівняння руху мають бути однаковими в усіх системах відліку. Крім того, постульоване поле повинно мати певну внутрішню симетрію, бути інваріантним відносно калібрувальних перетворень. Такі математичні об'єкти вивчає теорія груп. Для побудови теорій великого об'єднання застосовують групи SU(n), тобто групи матриць з одиничними визначниками.
З квантової хромодинаміки відомо, що сильна взаємодія описується з використанням групи SU(3), теорія електрослабкої взаємодії оперує групою SU(2). Тому група, яка застосовується в теорії великого об'єднання, при малих енергіях має розпадатися на ці дві групи, тобто, редукуватися до SU(3) × SU(2). Найменшою з таких груп є група SU(5), однак, це не єдиний варіант, тому теорій великого об'єднання багато. Вибір між ними має здійснюватися на основі експерименту, що складно.